# Делицыны
Делицыны (де Лицыны, де-Лицыны) — дворянский род.
Внебрачные дети вице-канцлера А. М. Голицына и венгерской графини Клюпфель:
- Александр Александрович Делицын (1768—1789; полковник ярославского пехотного полка, убит под Очаковым, жена — Голицына, Анна Александровна (1763)). Имели сына Михаила (умер в младенчестве в 1792 году) и дочь Дарью (1786—1810), вышедшую в 1804 году замуж за князя Алексея Ивановича Долгорукова (1777—1840).
- Екатерина Александровна (Каролина-Екатерина; 1757—1842; замужем за действительным камергером князем Александром Николаевичем Долгоруковым (1757—1844))
- Дарья Александровна (Генрика-Дарья; 1761—1828; замужем за Дмитрием Адамовичем Олсуфьевым (1769—1808)) возведены в дворянское достоинство Священной Римской Империи грамотой Императора Иосифа II 10.07.1772 г. Именной Высочайший Указ о принятии в вечное России подданство и причислении к Всероссийскому дворянству от 30.06.1777 г.

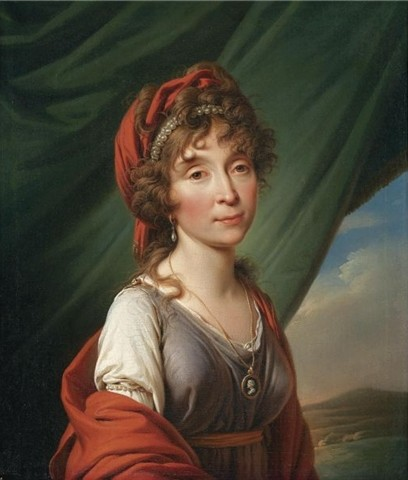
Екатерина
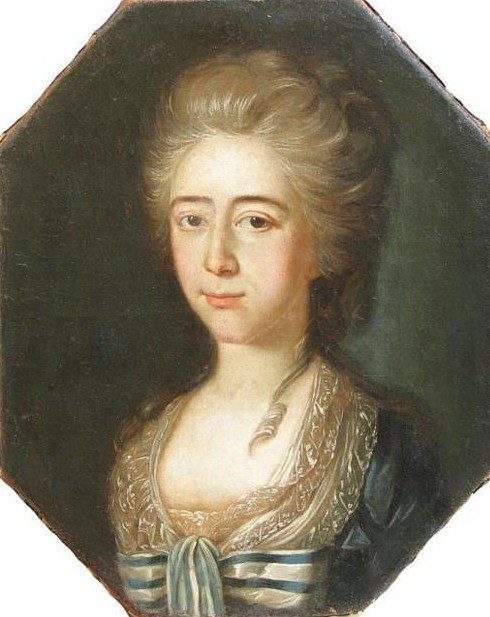
Дарья
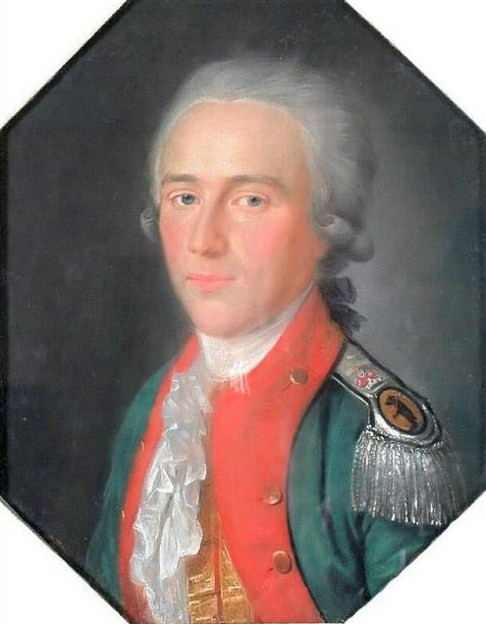
Александр

## Описание герба
Щит разделен горизонтально на две части, из них в верхней части, в красном поле, находится золотое стропило с тремя красными полосами, по сторонам которого видно двух до половины вылетающих серебряных орлов. В нижней части, в голубом поле, всадник, одетый в латы, скачущий в правую сторону на серебряном коне, с красным чепраком, держащий в руке меч.
На щите два дворянских коронованных шлема. Нашлемники: вылетающий серебряный одноглавый орел; два орлиных золотых крыла с тремя на них красными полосами. Намёт на щите красный и голубой, подложенный серебром. Герб рода де-Лицыных внесен в Часть 6 Общего гербовника дворянских родов Всероссийской империи, стр. 157.